# Oluf Parsberg
Oluf Parsberg (1599(?)- 20. juli 1661), til Jernit (nu Frijsenborg) og Palstrup, var en dansk rigsråd, søn af Christoffer Parsberg og Dorthe Munk. 

## Biografi
Han blev 1615 hofjunker og var i denne egenskab 1617 med i hertug Frederiks (senere Frederik 3.) følge på hans rejse til Bremen; fra 1618 var han kammerjunker, indtil han 30. juni 1622 ægtede Karen Kruse, en datter af Enevold Kruse til Hjermeslevgård i Børglum Herred. I den følgende tid havde han en række forskellige len, først i Danmark: Ørum 1622-24, Stjernholm 1624-26, Dronningborg 1626-27, derpå i Norge Bergenhus 1627-29, Trondhjem 1629-42 og Bohus Len 1642-46. I oktober 1634 blev han ridder, og i maj 1640 blev han optaget i rigsrådet. Fra oktober 1643 – 1645 var han på sendefærd i Rusland som leder for det gesandtskab, der fulgte prins Valdemar Christian på hans uheldige giftermålsrejse. Til Hannibal Sehesteds misfornøjelse kunde han således ikke personlig passe Bohus Len under Torstensson-krigen, og ved hans regnskaber for hans tidligere styrelse af Trondhjems Len gjordes betydelige antegnelser. 1646 ombyttede han Bohus med Skanderborg Len, som han beholdt til 1650, hvorefter han fik Vestervig Len.
Under Frederik 3. hørte han ubetinget til oppositionen inden for rigsrådet, i det han var meget nøje knyttet til Corfitz Ulfeldt og hans hus. Han veg ikke heller tilbage for at vise sin misfornøjelse med den medfart, der overgik hans ven; således stemte han for den strengeste fremgangsmåde mod Dina, gik kun højst nødig med til forbuddet mod Ulfeldts «æresforsvar» og underskrev ikke beslutningen om valget af en ny rigshofmester. I private breve til Ulfeldt udtalte han sig på den voldsomste måde mod magthaverne, ligesom hans hustru vedblev at stå i brevveksling med Leonora Christine. Men alligevel var Oluf Parsberg en mand uden stærk personlig stolthed og værdighed; vilde han end ikke selv bøje sig, tog han dog ikke i betænkning i leveregler, som han 1653 nedskrev for sine sønner, at anbefale dem på enhver måde at søge de stores gunst og nedlade sig til ethvert smigreri, når de blot kunde undgå for tydelig at vise, at det var hykleri. Efterhånden synes også hans anseelse at være stegen på ny, ville kongen end ikke bekvemme sig til, som det tilrådedes ham, at sende Oluf Parsberg ud til Ulfeldt under fredsforhandlingerne i Tåstrup 1658 for at vinde den mægtige fjende, så var han dog imellem de rigsråder, hvem det fra september 1659 overdroges at føre underhandlingerne med de svenske kommissærer uden for København.
En mærkelig stilling kom han til at indtage på det store stændermøde, netop som følge af den underlige brydning, der var i hans tankegang. Med største harme og fortrydelse gik han med til de indrømmelser, adelen måtte gøre, og noterede i sin dagbog bl.a. at nu var der ingen forskel længere på adelige og bønder; men ikke desto mindre havde han med største glæde set, at kongen lige ved stændermødets åbning, sikkert som en slags bestikkelse, gennem Christoffer Gabel havde ladet ham vide, at hans søn Enevold Parsberg var udnævnt til prinsessernes og prins Jørgens hofmester, og var næppe mindre tilfreds med, at hans søn Christoffer Parsberg 18. oktober blev hofmester for prins Christian. Og da han døde, 20. juli 1661, skal adelen have følt det som et tab, fordi den ventede sig bedre privilegier ved hans indflydelse hos Frederik 3.